# Caesalpinia kauaiensis
Caesalpinia kauaiensis är en ärtväxtart som beskrevs av Horace Mann. Caesalpinia kauaiensis ingår i släktet Caesalpinia och familjen ärtväxter. Inga underarter finns listade i Catalogue of Life.